# Adrian Müller

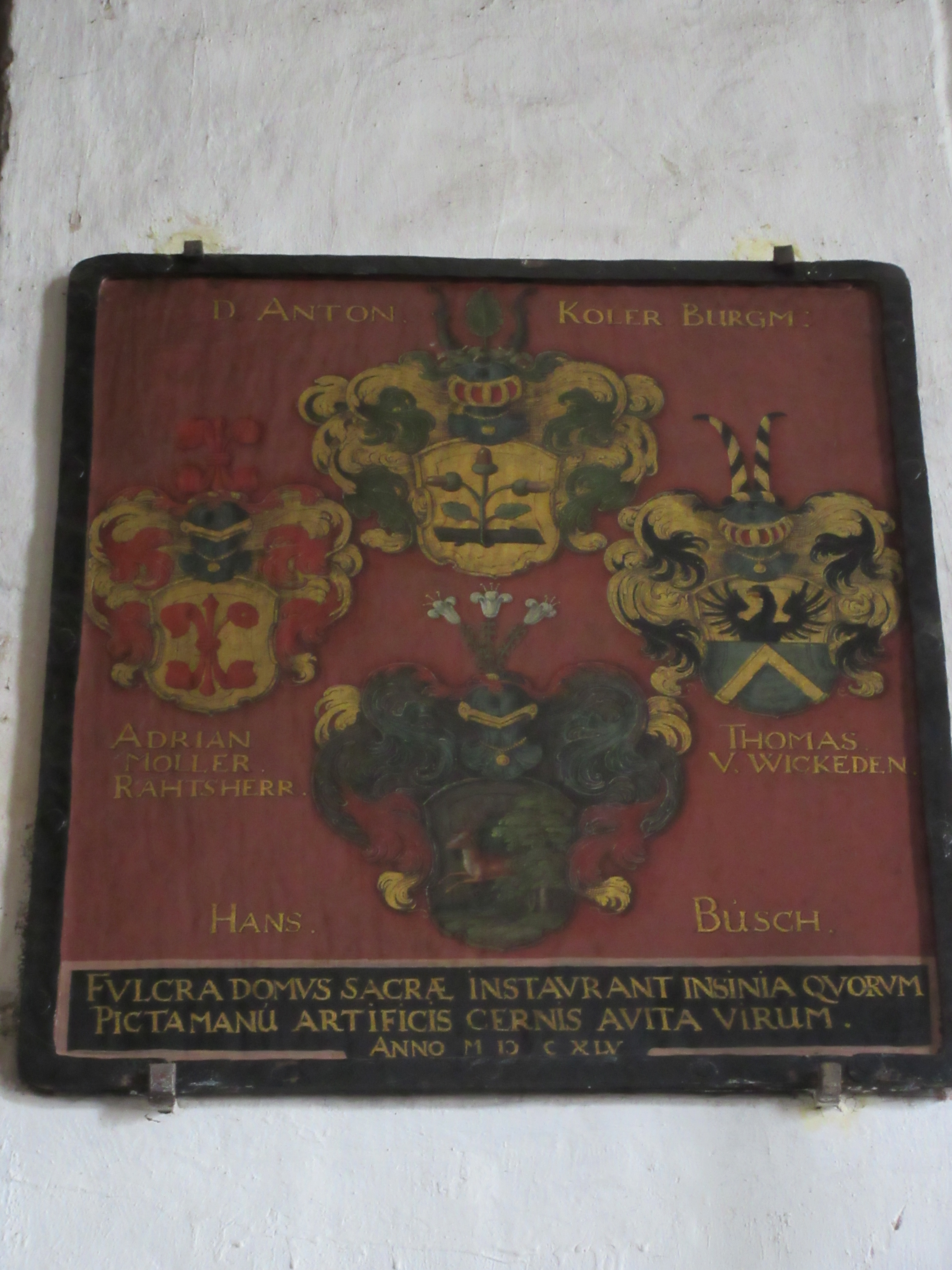
Wappen Adrian Müllers (links) als Vorsteher von St. Aegidien 1644

Adrian Müller (* 13. April 1573 in Aschersleben; † 23. Oktober 1644 in Lübeck) war Kaufmann und Ratsherr der Hansestadt Lübeck im 17. Jahrhundert.

## Leben

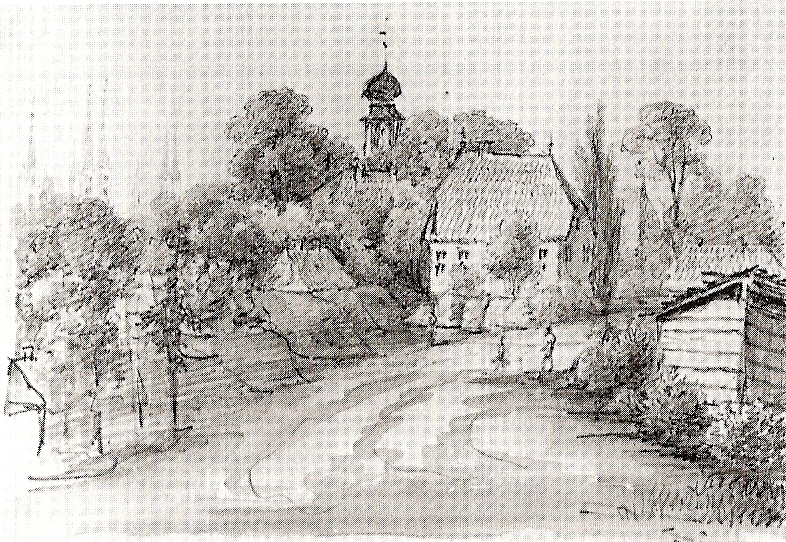
Gut Mori, Zeichnung 1869

Müller entstammte den bereits um 1115 namentlich als Bürger Ascherslebens bekannten Patrizierfamilien Drosihn und Müller. Er wurde 1619 zum Ratsherrn in Lübeck erwählt und hatte 1626 das Amt des Bauherrn inne. Er erwarb 1636 das Lübsche Gut Mori unmittelbar westlich der Stadt außerhalb der Lübecker Landwehr in Holstein.
Er war zunächst verheiratet mit Emerentia, geb. Lunte (aus der Familie des Bürgermeisters Gottschalck Lunte), und nach deren Tod mit Elisabeth Köhler, einer Tochter des Lübecker Bürgermeisters Heinrich Köhler. Er bewohnte in Lübeck das Haus Schildstraße 10 und war seit 1632 Vorsteher der gegenüberliegenden Aegidienkirche, in der er auch begraben wurde. Seine reich gravierte bronzene Grabplatte wurde 1642 vom Schreib- und Rechenmeister Joachim Sager künstlerisch gestaltet und lag vor dem Altar. 1874 wurde sie bei einem Kupferschmied entdeckt und durch den Verein für Lübeckische Geschichte angekauft; sie kam später ins St.-Annen-Museum.
Sein Sohn Heinrich Adrian Müller konvertierte zur römisch-katholischen Kirche und wurde 1673 Kaiserlicher Resident, also Statthalter, in der Reichsstadt Lübeck. Das Haus in der Schildstraße 10 wurde in Lübeck nach den Bewohnern mit dem Hausnamen Das lange Haus der Müller versehen.
Müller nahm 1635 den Porträtmaler Michael Conrad Hirt als Kriegsflüchtling in sein Haus auf; Hirt blieb bis zu Müllers Tod in Lübeck und schuf etliche Porträts von Lübecker Persönlichkeiten dieser Zeit und ihren Familienmitgliedern. Adrian Müller litt unter Gicht und konnte bereits neun Jahre vor seinem Tod sein Haus nicht mehr verlassen.